# Адам і Єва (Кранах, Лейпциг)
Адам і Єва — парна картина німецького майстра епохи Відродження Лукаса Кранаха Старшого 1533 року (датована на камені внизу картини з Адамом), яка зберігається в Музеї образотворчих мистецтв у Лейпцигу. Лейпцизька картина є однією з близько 30 інших картин того самого художника з такою ж назвою, які зображують Адама і Єву або в подвійному портреті, або окремо в парі портретів, наприклад, в Уффіці у Флоренції, в Художньо-історичному музеї у Відні, в галереї Курто в Лондоні або в Художньому інституті Чикаго.
Перша людська пара за Біблією зображена на двох окремих панелях на темному тлі: Адам і Єва стоять на ледь помітному ґрунті. Кожен з них тримає маленьку гілку з фіговим листком, що прикриває їхню стать. Єва тримає традиційне яблуко в руці, а змій з'являється до неї згори, з дерева пізнання. За Євою на землі лежить олень. У Адама зігнута ліва рука, а долоня лежить на грудях.

## Історія
Кранах продовжив анатомічні дослідження Дюрера після того, як вони завершилися великими панно «Адам і Єва», які зараз знаходяться в Музеї Прадо в Мадриді. То були перші повнорозмірні ню, написані німецьким художником. Під час свого перебування у Відні Кранах познайомився з деякими осередками гуманістів, близьких до Дюрера, від яких він отримав натхнення створити першу, меншу версію теми Адам і Єва в 1510 році, яка зараз є частиною колекції Національного музею у Варшаві.
Картина 1533 року була передана музею в Лейпцигу в рамках Фонду Штернбурга. У музеї також є варіант 1512 року.

## У масовій культурі
Пару картин Адама та Єви з Художньо-історичного музею у Відні було показано в німецькому серіалі Netflix Dark, де вони демонструються в штаб-квартирі культу Erit Lux.

## Галерея
Інші художні версії «Адама і Єви», створені Лукасом Кранахом Старшим :

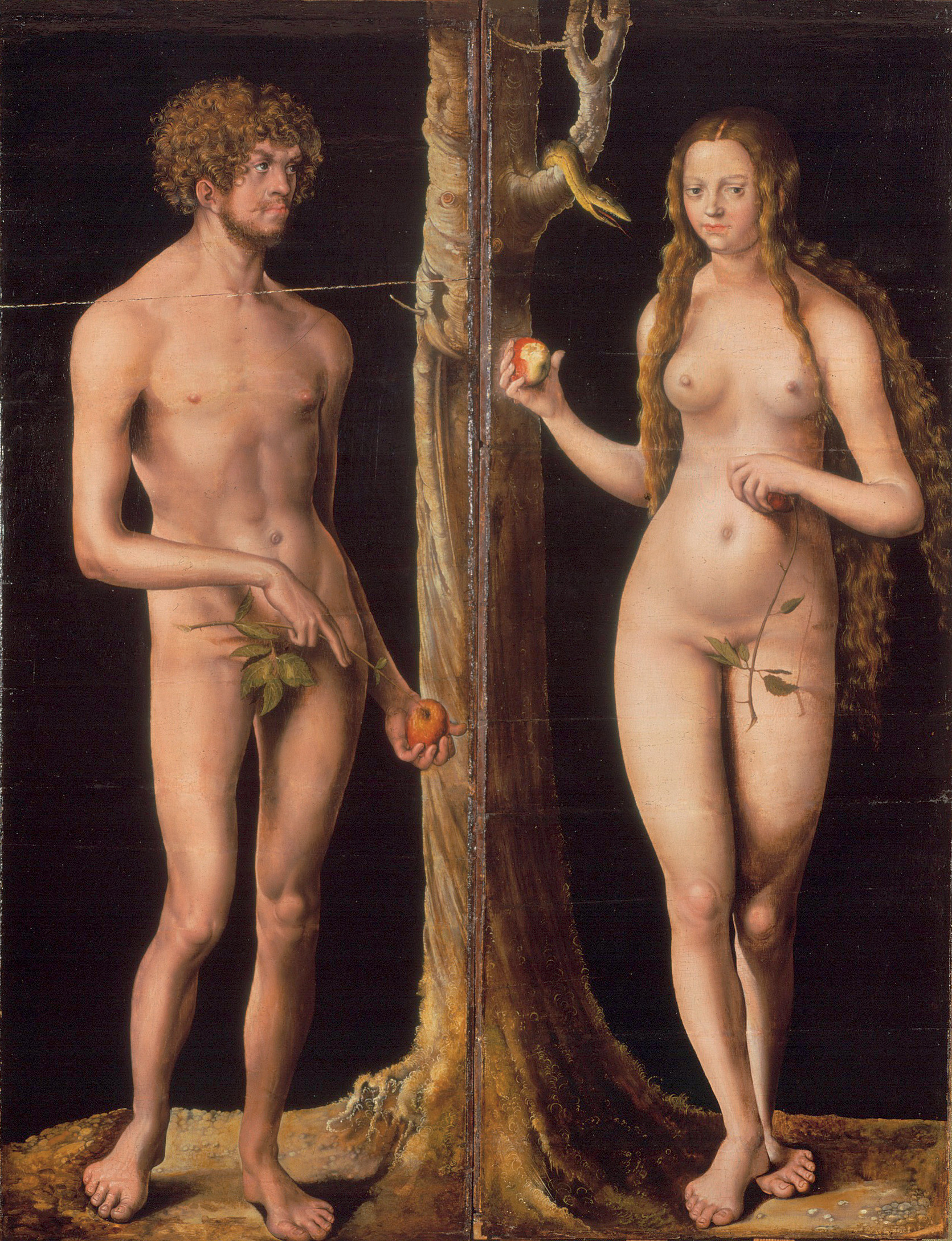
Художній музей у Безансоні, 1508–1510
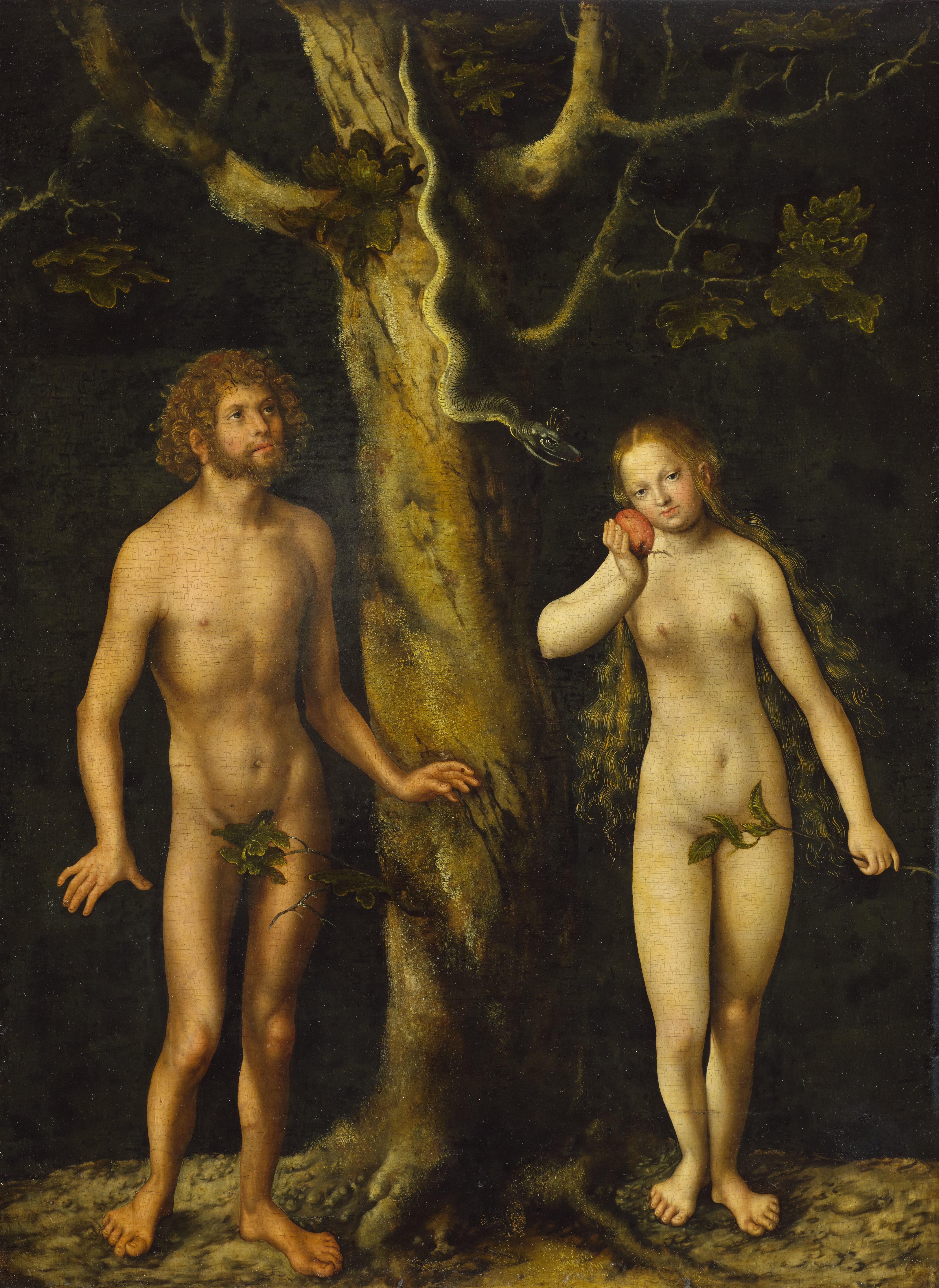
Національний музей, Варшава, 1510
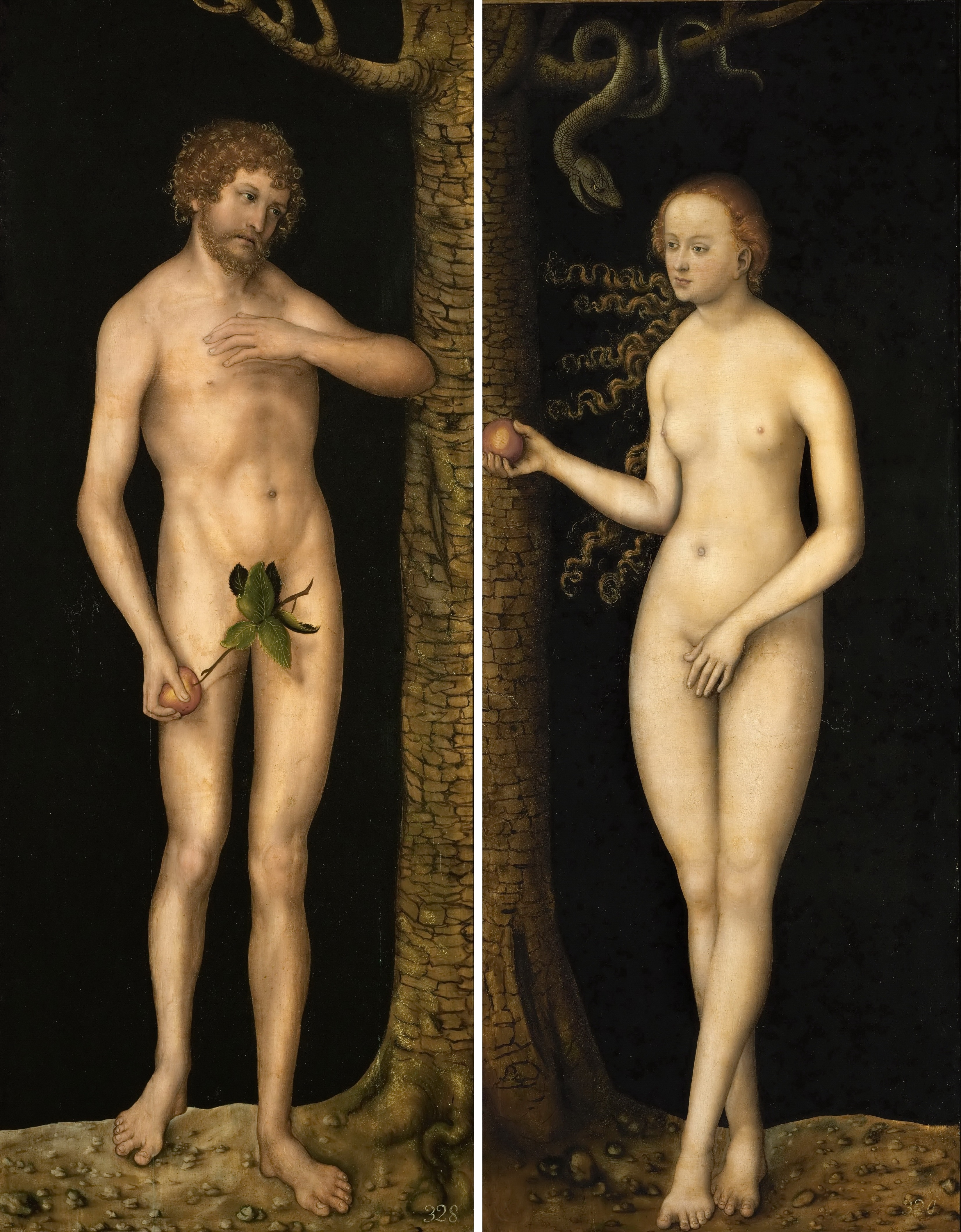
Художно-історичний музей, Відень, бл. 1510–1520
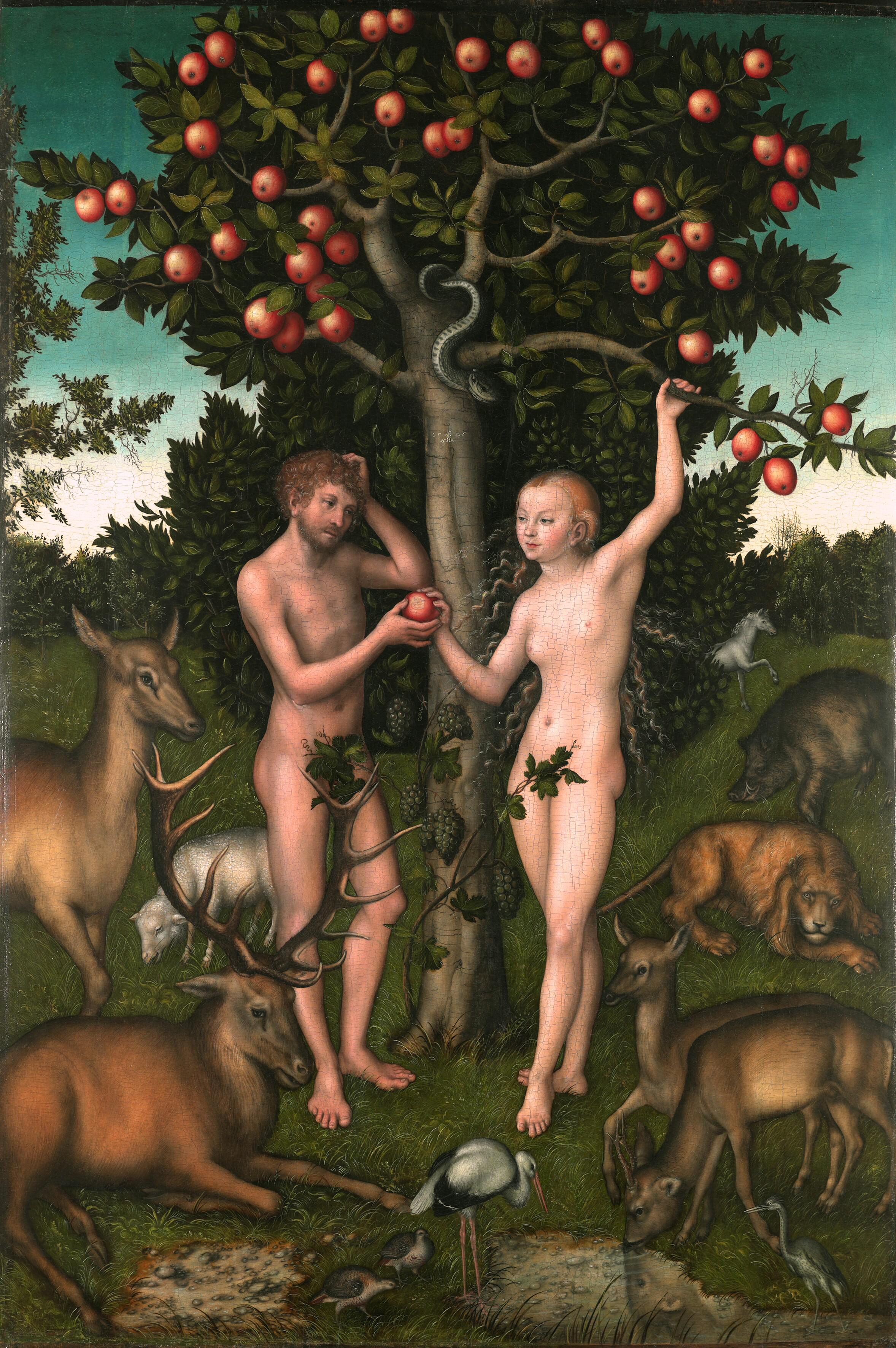
Галерея Курто, Лондон, 1526
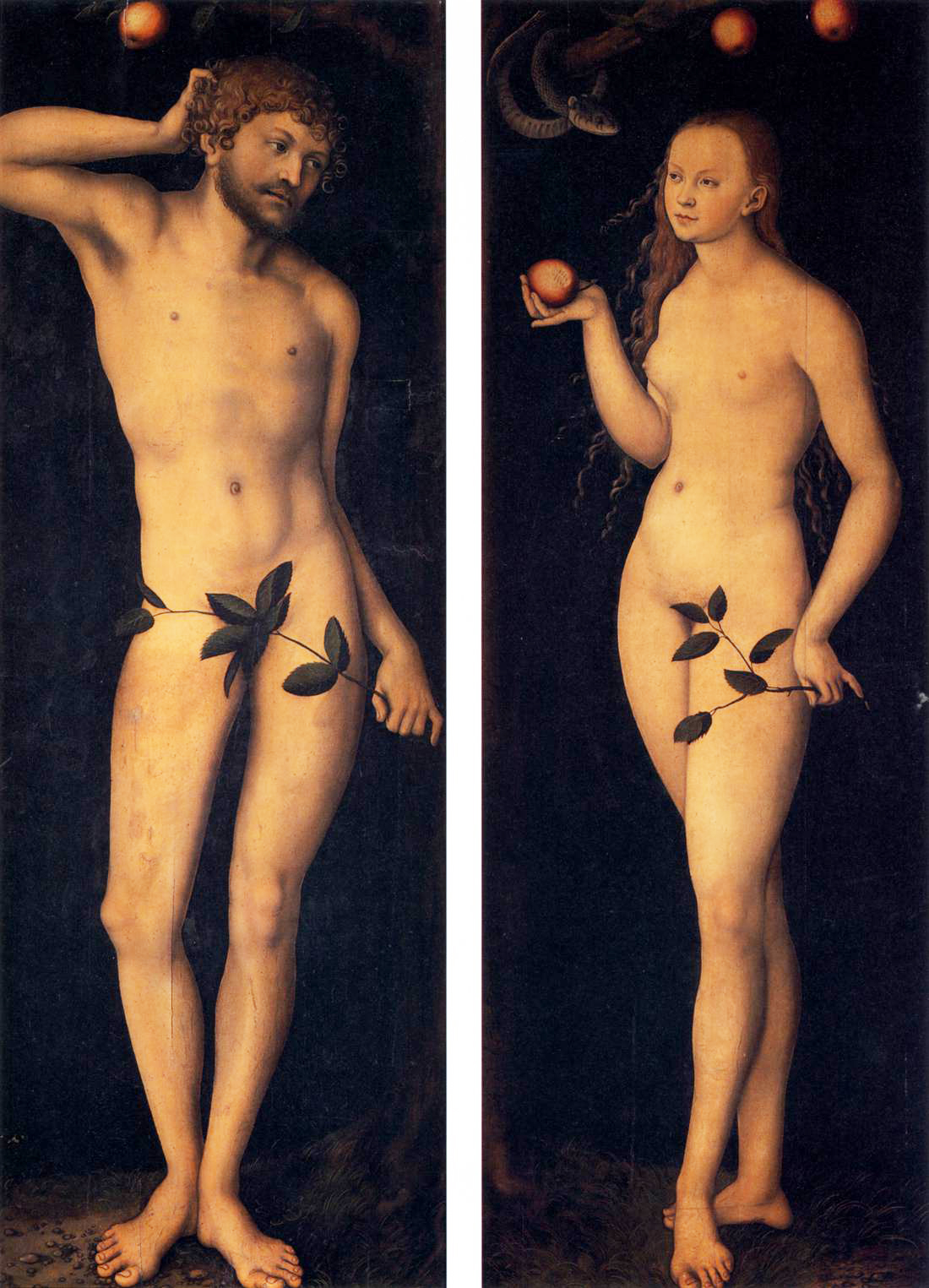
Уффіці, Флоренція, 1528
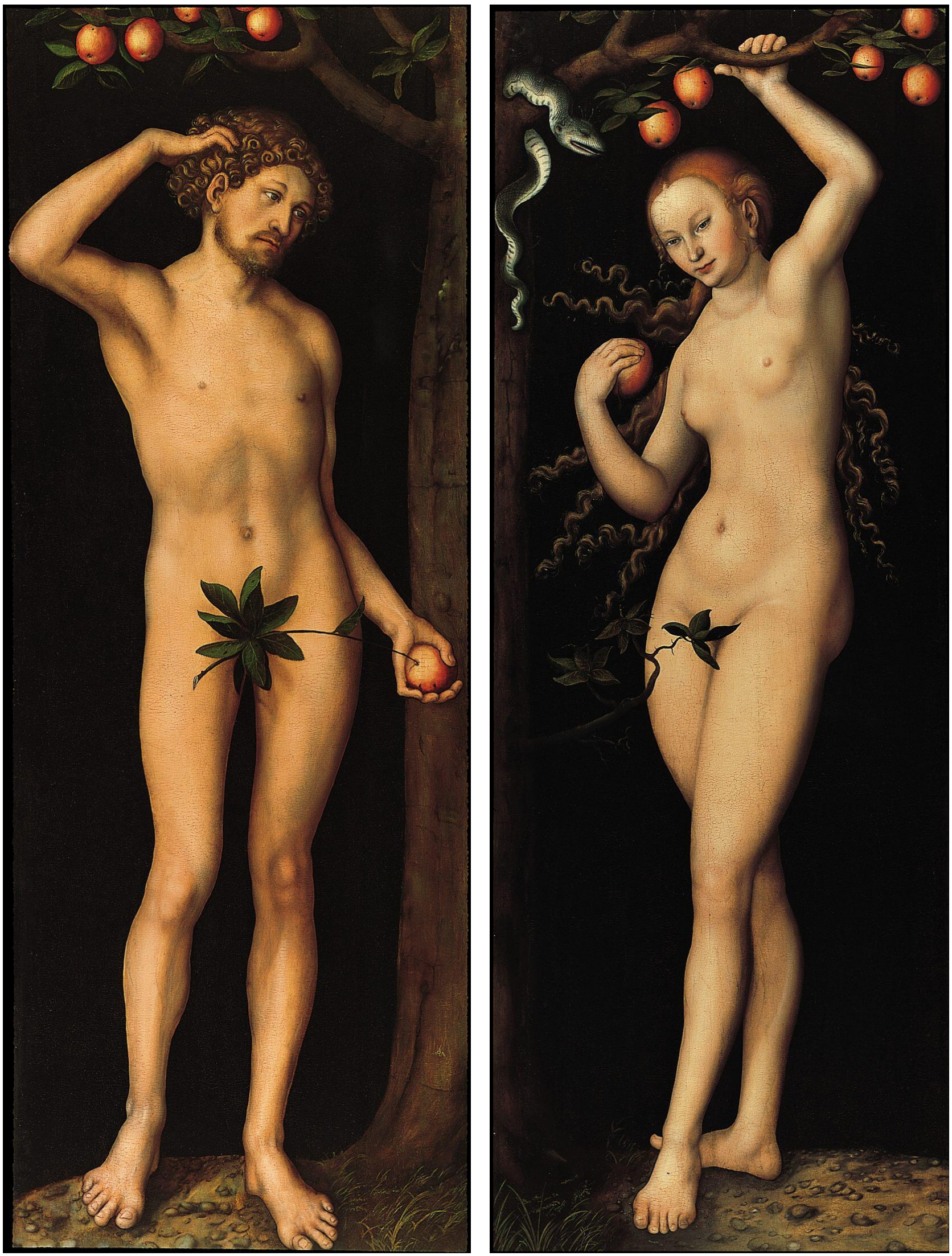
Нортон-Сімон музей, Пасадена, Каліфорнія, бл. 1530
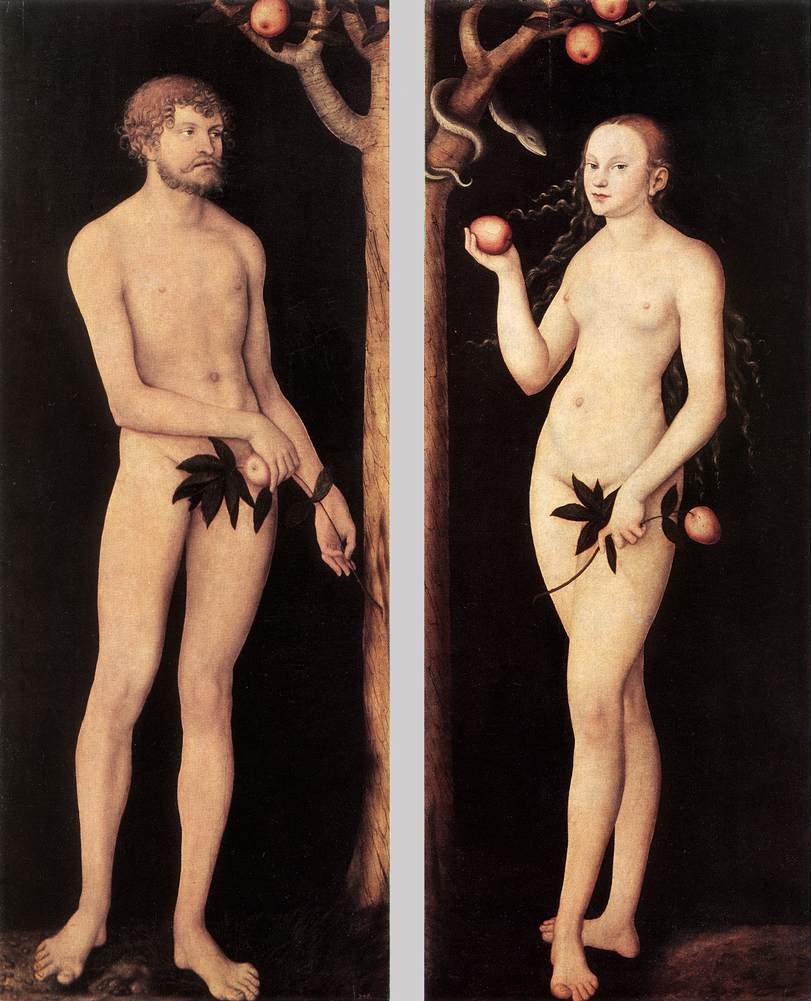
Державні мистецькі колекції, Дрезден, 1531
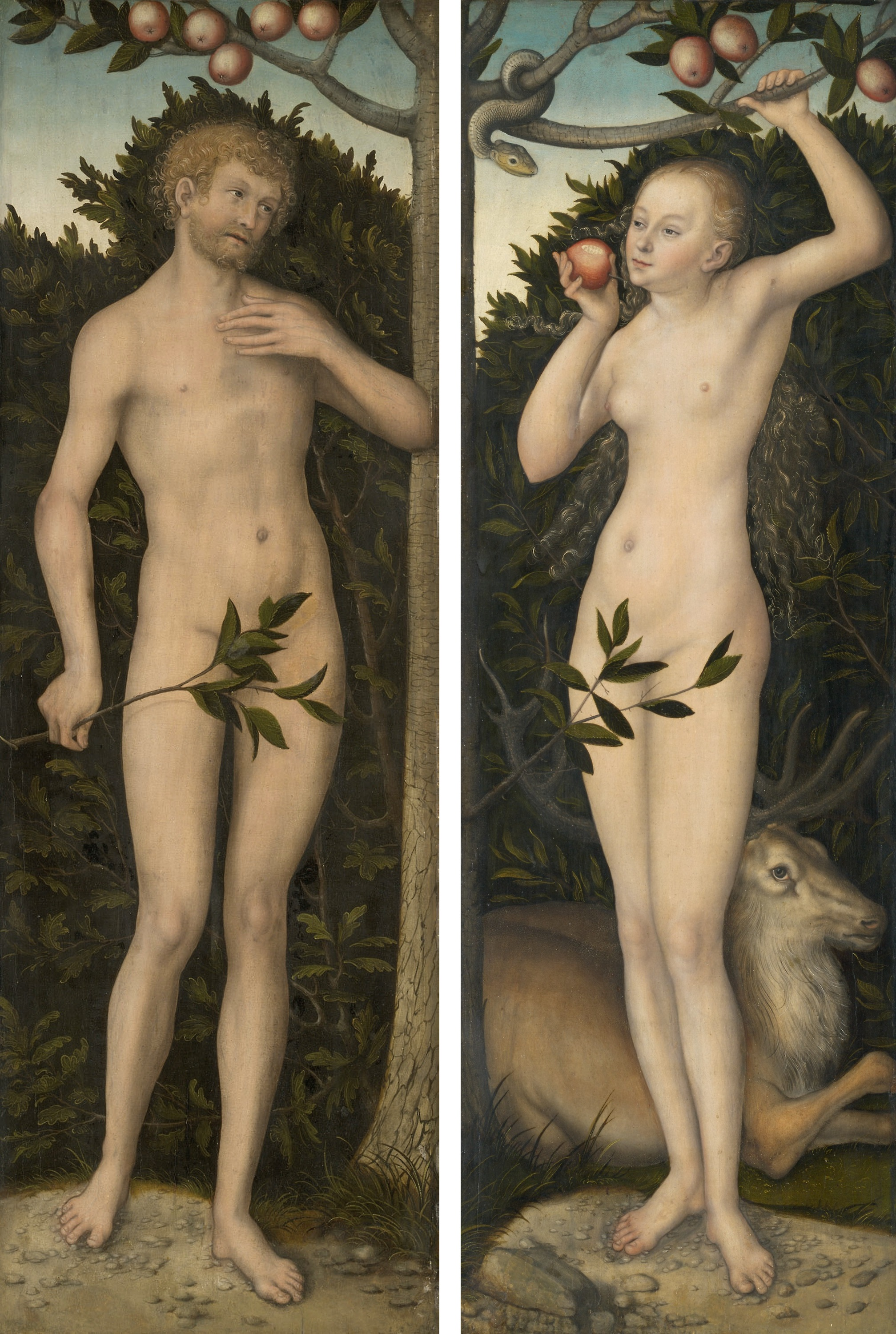
Художній інститут, Чикаго, бл. 1533–1537
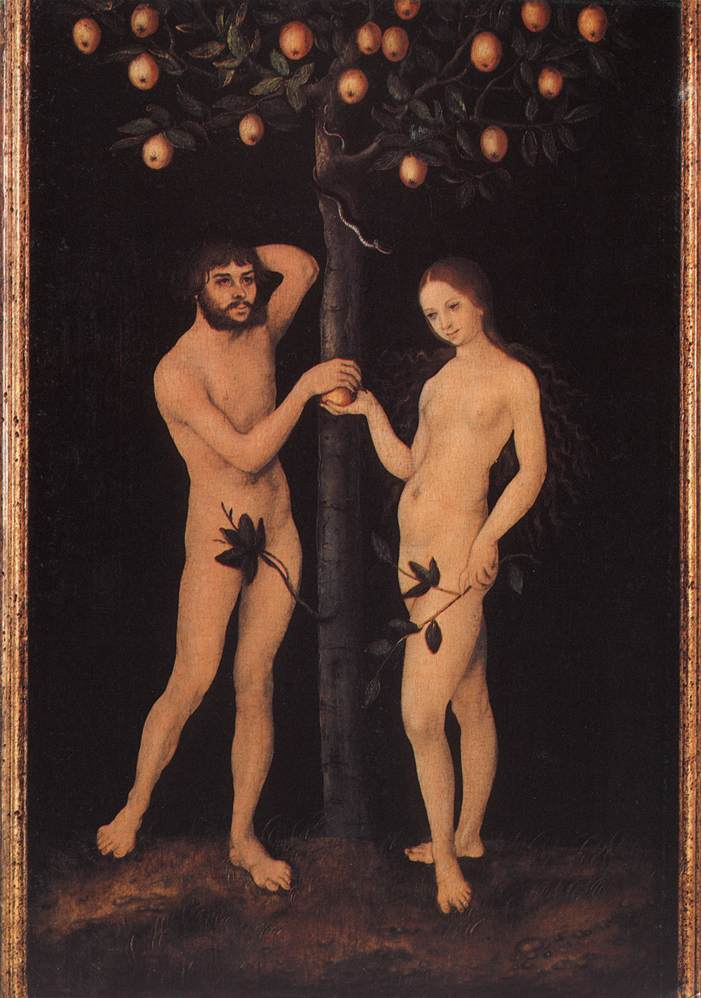
Королівський музей образотворчих мистецтв, Антверпен, 1500–1550
Націолнальна галерея, Прага, бл. 1538